# Eremophila lehmanniana
Eremophila lehmanniana là một loài thực vật có hoa trong họ Huyền sâm. Loài này được (Sond. ex Lehm.) Chinnock mô tả khoa học đầu tiên năm 1981.